# بورس اوراق بهادار هلسینکی

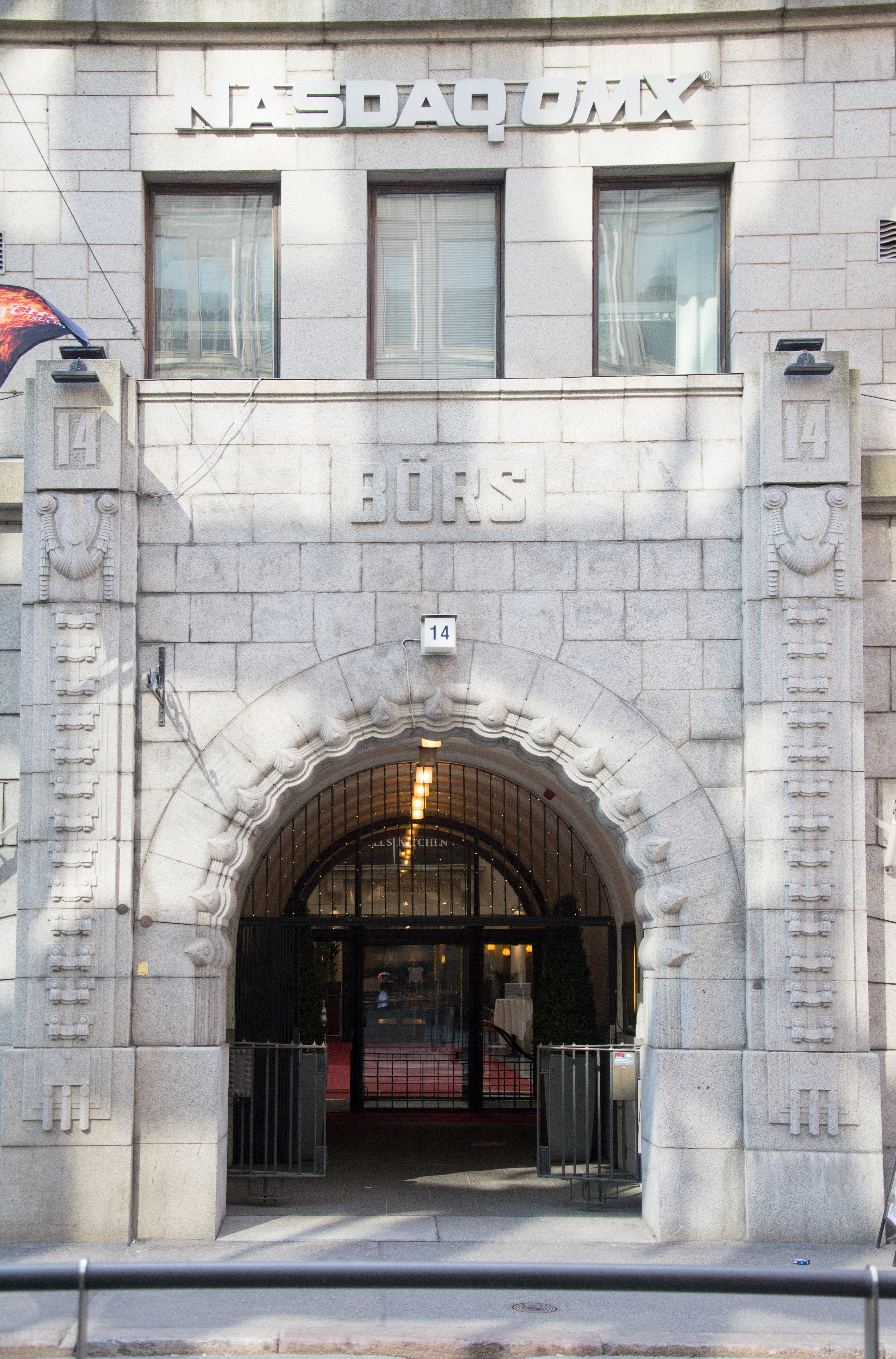

بورس اوراق بهادار هلسینکی (به فنلاندی: Helsingin Pörssi) بازار بورس اوراق بهادار فنلاندی مستقر در هلسینکی است، که در سال ۱۹۱۲ فعالیت خود را آغاز نمود.
بورس هلسینکی در سال ۲۰۰۳ توسط شرکت اوام‌اکس خریداری شد و در پی خریداری شرکت اوام‌اکس توسط گروه نزدک، در سال ۲۰۰۸ نام آن نیز به نزدک اوام‌اکس هلسینکی تغییر پیدا کرد.